# Селчуа-Ноуе
Селчуа-Ноуе (рум. Sălciua Nouă) — село у повіті Тіміш в Румунії. Входить до складу комуни Пішкія.
Село розташоване на відстані 395 км на північний захід від Бухареста, 26 км на північний схід від Тімішоари.

## Населення
За даними перепису населення 2002 року у селі проживала 41 особа, з них 39 осіб (95,1%) румунів. Рідною мовою 39 осіб (95,1%) назвали румунську.